# The Fades
Pour les articles homonymes, voir Fade.
The Fades (ou Les Esprits au Québec) est une série télévisée britannique en six épisodes de 55 minutes créée par Jack Thorne et diffusée du 21 septembre au 26 octobre 2011 sur BBC Three.
En France, la série est diffusée depuis le 9 octobre 2013 sur Syfy France[réf. souhaitée] et au Québec, depuis le 22 septembre 2014 sur ICI TOU.TV.

## Synopsis
Paul Roberts, 17 ans, est hanté par d'effroyables cauchemars apocalyptiques, que ni son thérapeute, ni son meilleur ami, Mac, ne peuvent expliquer. 
Il est alors contacté par un homme, Neil Valentine, qui lui explique qu'il est un « Angélique », c'est-à-dire qu'il est en mesure de voir des fantômes, appelés « The Fades ». Avec ses nouveaux pouvoirs et son entourage, Paul va devoir livrer un combat sans merci contre les forces du mal.

## Distribution
- Iain De Caestecker : Paul Roberts, le protagoniste de 17 ans.
- Daniel Kaluuya : Michael « Mac » Armstrong, le meilleur ami de Paul.
- Johnny Harris (en) : Neil Valentine, un Angélique, et mentor de Paul.
- Natalie Dormer : Sarah Etches, une Fade, qui dans la vie était une Angélique, et aussi la femme de Mark.
- Tom Ellis : Mark Etches, mari de Sarah et professeur d'histoire de Paul.
- Daniela Nardini (en) : Helen, une Angélique.
- Claire Rushbrook : Meg, mère de Paul et Anna.
- Lily Loveless : Anna Roberts, sœur jumelle de Paul.
- Sophie Wu (en) : Jay, meilleure amie d'Anna et l'objet de l'affection de Paul.
- Ian Hanmore (en) / Joe Dempsie : John, une Fade et l'antagoniste principal de la série.
- Jenn Murray : Natalie, une Fade et disciple de John.
- Chris Mason : Steve McEwan, ami d'Anna.

## Production

### Développement
- Les scènes ont été filmées à l'école Queens School à Bushey.
- La majorité du tournage a eu lieu à Oxhey, Watford, Hemel Hempstead et Hatfield, Hertfordshire.
- Elle a remporté le prix BAFTA de la meilleure série dramatique en 2012.
- En avril 2012, Johnny Harris a confirmé qu'une deuxième saison n'avait pas été commandée.

## Épisodes
1. Les Esprits
2. Double Vie
3. L'Élu
4. Faux Départ
5. Le Garde-manger
6. Le Dernier Passage